# Црни орао самотњак
Црни орао самотњак (лат. Buteogallus solitarius) је врста птице грабљивице из породице јастребова. Познат је и под именима планински орао самотњак и орао самотњак.

## Опис
Одрасли црни орао самотњак је црне боје (изразито тамносиве боје), само су на репу видљиве беле пруге. Достиже дужину тела од 63–76 cm и распон крила од 152–188 cm, у просеку тежи 2,75 kg. Изгледом подсећа на обичног црног јастреба и великог црног јастреба, али је много већи и има приметно шира крила, која допиру до врха репа и представљају једну од главних одлика ове врсте.
Младунци су прошарано смеђи и тамни, око очију имају видљива обележја. По свему осталом слични су одраслим птицама.

## Распрострањеност и станиште
Насељава Мексико, Централну и Јужну Америку. Станиште су му планинске и брдске шуме, на надморској висини од 600 m до 2.200 m. Редак је у свим деловима свог ареала и слабо проучен. Мало се зна о његовој исхрани, сем податка да му значајан део плена чине велике змије, примећени су случајеви лова на младунце јелена, као и остаци чачалаке у једном од гнезда.

## Сроднички односи
Скорашње анализе ДНК су показале да је црни орао самотњак блиско сродан црним јастребима.